# Sun City Yacht Club
Le Sun City Yacht Club est un club nautique privé situé dans la Marina Two Rocks (en) à Perth en Australie.

## Création
Sun City Yacht Club a été créé en 1974 par un groupe de personnes qui voulait apporter la Coupe de l'America à l'Australie-Occidentale.  

Le monocoque de série internationale 12 Metre Australia (KA-5) a été réalisé au chantier Steve E. Ward & Brian Raley de Perth, sur une conception des architectes Ben Lexcen & Johan Valentijn. Il a été le challenger officiel en 1977 contre le defender américain Courageous (US-26) contre lequel il a été battu.

## Activités actuelles
Le Sun City Yacht Club a continué depuis à proposer de la formation à la navigation à la voile, pour junior et adulte, avec des dériveurs et des quillards. 